# Anquíale
En la mitología griega, Anquíale (en griego antiguo Αγχιαλη Ankhialê), es un personaje secundario mencionado varias fuentes. De acuerdo a Servio, fue la madre de Oaxes por Apolo. Natale Conti, en cambio, dice que es hija de Jápeto, hermana de Prometeo y que nació antes de los eventos de la Gigantomaquia.
Esteban de Bizancio cita a Atenodoro de Tarso: 
«Anquíale, hija de Jápeto, fundó Anquíale (una ciudad cerca de Tarso): su hijo fue Cidno, quien dio su nombre al río de Tarso; el hijo de Cidno fue Partenio, por quien la ciudad fue llamada Partenia. Más tarde el nombre de se cambió a Tarso». 
El autor no especifica si Jápeto era uno de los titanes u otro personaje. Pausanias nombra a otro (o el mismo) Jápeto, quien unido a una tal Tórnax fue el padre de Búfago, epónimo del río Búfago, uno de los afluentes de Alfeo.

Esta puede ser la misma Anquíale que aparece en la Argonáuticas, pero algunos autores consideran que se trata de personajes distintos: 
«Al lado construyeron además un altar con un montón de guijarros. Y en derredor, coronados con hojas de encina, se ocupaban del sacrificio, invocando a la muy venerable Madre del Díndimo [Cíbele], la que habita Frigia, y junto con ella a Ticias y Cileno, los únicos que son llamados guías del destino y asistentes de la Madre del Ida entre el número de cuantos son Dáctilos Ideos de Creta, a los que una vez la ninfa Anquíale hizo nacer en la cueva del Dicte, empuñando con ambas manos tierra Eáxide. Mucho le imploraba con súplicas el Esónida [Jasón] que apartara las tempestades, mientras vertía libaciones sobre las víctimas ardientes».
Por otra parte, dado que en un pasaje de Estrabón se dice que Hecátero y una hija de Foroneo fueron los padres de los Dáctilos, cabría la posibilidad de que esta hija de Foroneo fuera identificable con Anquíale. En este caso, Anquíale sería la consorte de Hecátero y, por tanto, madre también de las Hecatérides, las ninfas de las danzas rústicas, las cuales se desposaron con sus hermanos dando origen a una serie de divinidades campesinas tenidas como los sátiros, curetes y ninfas de las montañas. Estos dioses rústicos vivían en las laderas del monte Ida (ya sea en Creta o en Frigia) y, en conjunto, representaban el poder de los dedos y las manos para crear y utilizar el fuego. 